# Malcolm Nichols
Pour les articles homonymes, voir Nichols.
Malcolm Edwin Nichols (1876-1951) est un journaliste et homme politique américain, 44e maire de Boston dans les années 1920 ; c'est le dernier républicain à avoir été élu à ce poste jusqu'à ce jour. 
Élu en 1926, il est resté à la tête de la ville jusqu'en 1929 ; il est par la suite battu aux élections de 1933, 1937 et 1941.